# Johann Carl Ludwig Engel
Johann Carl Ludwig Engel (Charlottenburg, 3 aprile 1778 – Helsinki, 14 maggio 1840) è stato un architetto tedesco, dal 1815 attivo soprattutto in Finlandia, dove si impose per il suo linguaggio neoclassico.

## Biografia
Engel nacque a Berlino nel 1778 in una famiglia di muratori. Egli stesso, probabilmente, ricevette il primo apprendisto come muratore. Nel 1804 ottenne il diploma in architettura all'Accademia di architettura di Berlino e nel 1806 espatriò per via della stagnazione economica dovuta alle guerre napoleoniche. 
Nel 1808 concorse e ricevette il titolo di architetto della città di Tallinn, allora capitale del Governatorato di Reval.
Nel 1814 ebbe il primo incontro con Johan Albrecht Ehrenström in Finlandia, che risulterà essere decisivo per la sua carriera professionale.
Nel 1816, dopo una permanenza di due anni a San Pietroburgo, tornò in Finlandia e vi si stabilì definitivamente. Ehrenström che era chiamato alla ricostruzione di Helsinki, che sarebbe stata la nuova capitale del Granducato di Finlandia, intuì le capacità dell'architetto e gli diede il ruolo primario come direttore dell'edilizia pubblica. Engel stesso ebbe a dire che "a pochi architetti capita la buona fortuna di progettare un'intera città" e lavorò a questo compito fino alla morte. Egli costruì più di 30 tra i principali edifici pubblici della città, che segnano il carattere di questa capitale. 

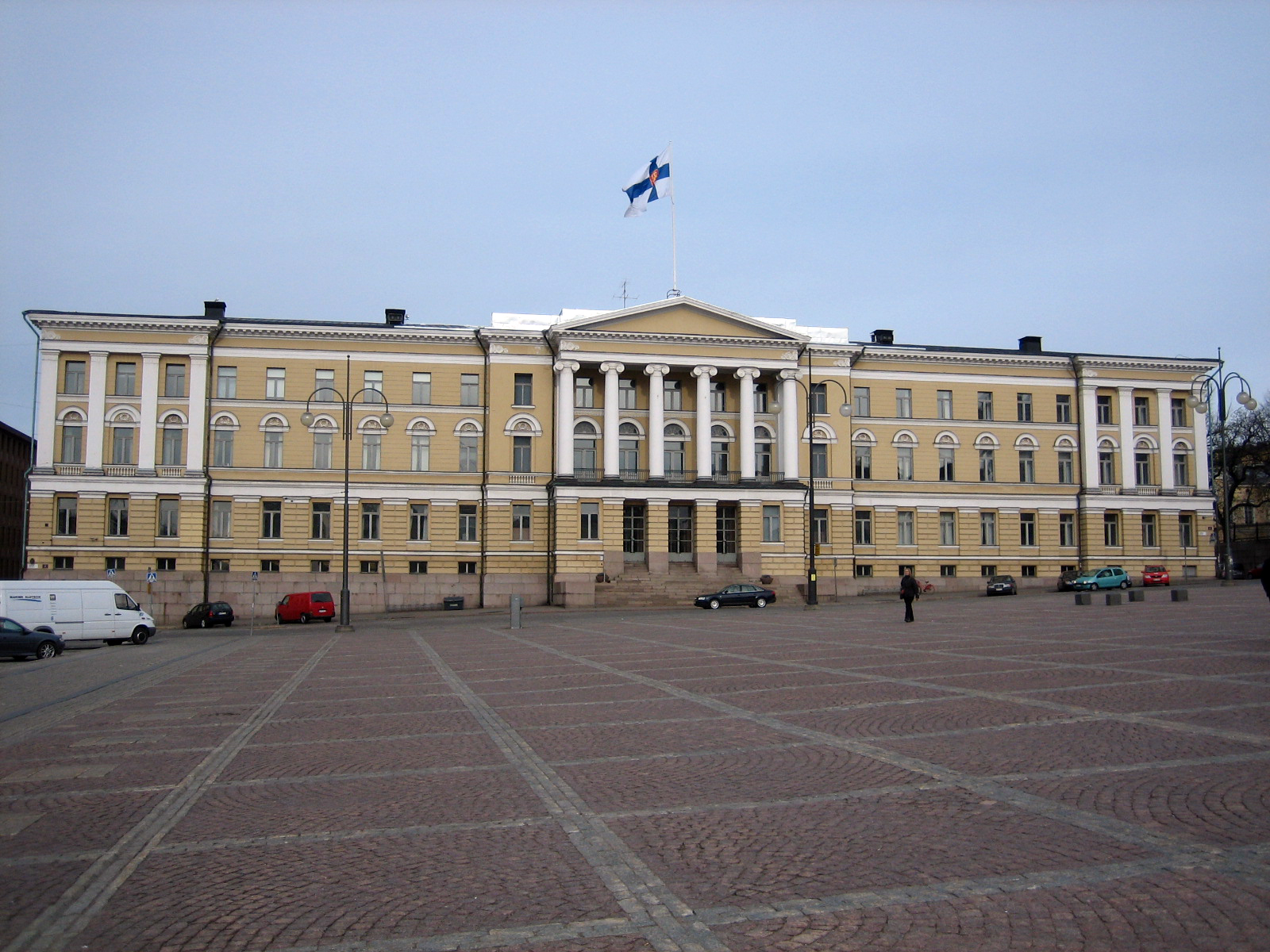
Edificio principale dell'Università di Helsinki

La piazza del Senato rappresenta il suo capolavoro. Il primo edificio ad essere completato fu il corpo principale del Senato (1822). L'edificio dell'Università, posto sul lato opposto della piazza del Senato, fu completato nel 1832. La Biblioteca Universitaria fu completata postuma.
Grande importanza ebbe il progetto della cattedrale luterana - la chiesa di San Nicola - che domina la piazza. Il progetto fu iniziato nel 1818 e completato dopo la morte, nel 1852. Lo storico Nils Erik Wickberg descrive il risultato in questi termini: "Era una città in colori pastello - principalmente degli ocra e grigi - in cui ogni edificio era praticamente nello stesso stile, lo stesso tipo di modanature, cornici, pilastri, basamenti e lo stesso tipo di tegole del tetto."
Quella di Engel si può definire senza dubbio architettura neoclassica. Il suo stile, severo e grandioso, utilizza gli elementi stilistici propri della seconda fase di questo stile, con ordini di derivazione greca e decori lievi. Gli edifici sono il frutto del lavoro disciplinale di ricerca tipologica, che rispondeva alle nuove esigenze funzionali e rappresentative dell'epoca. Le soluzioni rappresentano dei modelli per gli sviluppi dell'architettura in Finlandia e, in generale, nel nord Europa.
Tra le altre opere si ricordano il Palazzo presidenziale e il Duomo di Oulu.